# دموع وحيدة في الحي الصيني (أغنية)
دموع وحيدة في الحي الصيني (بالإنجليزية: Lonely Tears in Chinatown)‏ هي أغنية من ألبوم مودرن توكينغ الرابع «في منتصف اللا شيء». الأغنية من تأليف وكتابة ديتر بولين وتم إصدارها كأغنية في السوق الإسبانية فقط حيث بلغت ذروتها في المرتبة التاسعة.
تم إصدار الأغنية في إسبانيا بدلاً من «أعطني السلام على الأرض» والتي كانت رسميًا الأغنية الثانية من ألبوم «في منتصف اللا شيء».

## قائمة التشغيل
7 انش (Hansa 108838) (BMG) سنة 1987
| لا. | لقب                       | طول  |
| --- | ------------------------- | ---- |
| 1.  | دموع وحيدة في الحي الصيني | 3:49 |
| 2.  | أعطني السلام على الأرض    | 4:11 |

12 "(Hansa 608838) (BMG) عام 1987
| لا. | لقب                       | طول  |
| --- | ------------------------- | ---- |
| 1.  | دموع وحيدة في الحي الصيني | 3:49 |
| 2.  | أعطني السلام على الأرض    | 4:11 |

## الرسوم البيانية
| مخطط (1987) | قمة موقع |
| ----------- | -------- |
| إسبانيا     | 9        |

## الاعتمادات
- موسيقى: ديتر بولين
- كلمات: ديتر بولين
- غناء: توماس أندرس
- المنتج: ديتر بولين
- الترتيب: ديتر بولين
- المنتج المشارك: لويس رودريغيز

## روابط خارجية
- الإفراج عن المراجعات
- كلمات الأغنية الكاملة على مترولايركس